# Pločeporten

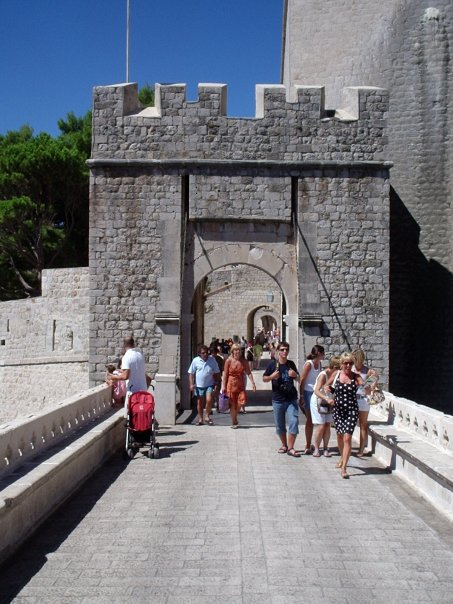
Pločeporten 2008.

Pločeporten (kroatiska: Vrata od Ploča) är en stadsport i Dubrovnik i Kroatien. Stadsporten är belägen i den östra delen av Gamla stan och dess yttre port uppfördes 1450. Pločeporten var näst efter Pileporten den viktigaste porten som ledde in till det medeltida Dubrovnik. 

## Historik och beskrivning
Pločeporten har liksom Pileporten en inre och en yttre port. Den yttre porten uppfördes 1450 enligt ritningar av Simeon della Cava och vidgades i slutet av 1800-talet. En valvbro i sten över en djup vallgrav förbinder porten med Revelinfästningen. Bron uppfördes 1449 med valvbron vid Pileporten som förebild. Vid den yttre porten finns en vindbrygga i trä som under medeltiden hissades upp nattetid. 
Den inre porten är uppförd i romansk stil. Den har en bredd på två meter och är därmed betydligt smalare än den yttre porten. Ovanför porten som har en skulptur föreställande stadens skyddshelgon sankt Blasius reser sig Asimontornet.